# I Santo California
O I Santo California é um grupo musical italiano surgido nos anos 1970.
O grupo oriundo da Campania, sul oeste da Itália, inicialmente era formado por três jovens amigos que batizaram a banda com o nome de "The New Frontier" tendo tocado em clubes, nas festas de praças e nas margens da Costa Amalfitana no verão. Em 1974 eles se apresentaram no palco de um festival local em Nocera Inferiore, quando foram notados por Elio Palumbo, produtor musical romano que trouxe os três rapazes com ele para Roma, na gravadora Yep com o qual assinaram um contrato e mudaram o nome da banda para I Santo Califórnia.
O grupo nasceu artisticamente em 1975 com o primeiro grande sucesso internacional intitulado "Torneró" , que foi lançado pela transmissão da televisão às 19h pela RAI, conduzida por Christian De Sica : Depois de um mês, o grupo já ganhou o seu primeiro disco de ouro pela venda de mais um milhão de cópias na Itália.
Com esta música destacam-se como um dos pilares da música melódica da década de setenta . Além de vender mais de 11 milhões de cópias, "Torneró" foi traduzido em quase todas as línguas do mundo.
Não obstante a fama que alcançaram em todo o mundo, o grupo foi esnobado na Itália e, portanto, ignorado pelos principais programas musicais da TV italiana. Em 1977, eles participaram como concorrentes no prestigiado Festival de San Remo com a canção "Monica" terminando em terceiro lugar. 
O grupo também produziu outros discos, mas com um sucesso de vendas  certamente menos satisfatório, o sucesso começou a desaparecer e as performances ao vivo do grupo foram ficando limitadas a feiras regionais e locais, além de aparições esporádicas em programas da televisão italiana, até o seu último álbum de coleção, lançada em CD em 1991.

## Membros
- Pietro Barbella (vocal e teclado)
- Gianni Galizia (guitarra)
- Donato Farina (bateria)
- Domenico Ajello (baixo)
- Massimo Caso (guitarra)

## Discografia

### 33 rpm
- 1974 - Se davvero mi vuoi bene... tornerò (Yep, 00446)
- 1975 - Un angelo (Yep, 004410)
- 1976 - Hits in the world (Yep, 004414)
- 1979 - Venus serenade (Yep, 004419)
- 1980 - Ti perdono amore mio (Yep, 004427)
- 1980 - I successi dei Santo California (Mia Records)
- 1991 - Tornerò (Discomagic, LP 553)

### 45 rpm
- 1974 - Tornerò/Se davvero mi vuoi bene (Yep, YEP 00663)
- 1975 - Un angelo/Torno a settembre (Yep, YEP 00669)
- 1976 - Dolce amore mio/Lei dorme già (Yep, YEP 00675)
- 1976 - Ave Maria...no!no!/I tuoi occhi sorridenti (Yep, YEP 00679)
- 1977 - Monica/Soli io e te (Yep, YEP 00683)
- 1977 - Fenesta vascia/Un prato per noi due (Yep, 00664)
- 1977 - Gabbiano/Io qualche anno in più (Yep, 00690)
- 1978 - Manuela, amore!/Piange (Yep, 00700)
- 1979 - Venezia/Venus serenade (Yep, 00712)
- 1979 - Butterfly 2000/Il giorno più bello (Yep, 00719)
- 1980 - Ti perdono amore mio/Il giorno più bello (Yep, 00736)
- 1982 - Amore fragile/Ciao e non addio (Yep, 5390 748)
- 1982 - Questa melodia/Non sei tu (Durium, DE 3221)
- 1983 - Lassù/Dove sei (Yep, 5390 761)
- 1984 - Maledetto cuore/Per te (Yep, ZBYE 7352)

### 45 rpm gravados em estéreo
- 1976 - Ave Maria...no!no!/I tuoi occhi sorridenti (Philips, 6061 958; publicado na França)